# 宮田修
宮田 修（みやた おさむ、1947年10月4日 - ）は、NHKの元エグゼクティブアナウンサー。現在は神職で、セレモアつくば業務執行役員。圭三プロダクションに「客員」として所属。

## 人物・来歴
千葉県立船橋高等学校を経て埼玉大学卒業後、1970年NHK入局。
最初の大阪勤務時阪神・淡路大震災に遭い、その初動対応にあたる。震災から3か月後に東京アナウンス室へ異動し、『NHKニュース7』の土日祝のキャスターに就任。1996年と1998年には平日キャスターの森田美由紀が2週間の夏休みを取り、キャスター代理として担当した。2004年に役職定年後、嘱託職扱いの「エクゼクティブアナウンサー」として勤務。2008年、60歳を機にNHKを定年退職した。
NHKに在職中、千葉県長生郡長南町にある熊野神社に宮司の成り手がいないことを知り、2002年4月に通信教育で神職の資格を取得。翌2003年6月、同神社の宮司となった。現在は地元・千葉県で多くの中小神社の宮司を務める。なおアナウンサー時代、神主の活動はNHKの許可を得て行っていた。
現在はセレモアつくばの業務執行役員を務めており、同社のイメージキャラクターとして広告やテレビCMにも登場している。

## アナウンサー時代の主な出演番組

### NHK
- 各種スポーツ中継（神戸局時代まで）
- NHKモーニングワイド 平日6時台（1990年4月 - 1991年3月）
- ミッドナイトジャーナル（1991年4月 - 1992年3月）
- NHKモーニングワイドきんき（1992年4月 - 1993年4月）
- NHKニュースおはようきんき（大阪局）（1993年4月 - 1995年3月）
  - 阪神・淡路大震災関連報道特別番組（1995年1月17日 5:49 - 22:50まで[注釈 1][注釈 2]）
- NHKニュース7 土曜日・日曜日・祝日（1995年4月 - 1999年3月）
- ネットワークにっぽん（1999年6月 - 2003年3月）
- BSニュース50（2003年4月 - 2004年10月）
- NHK BSニュース 平日13時 - 19時（2004年11月1日 - 2005年3月25日）

### 他局
- どきどきわくわくお金の話（2005年12月）[注釈 3] - 「私のセカンドライフ」のコーナー出演

- ワイド!スクランブル（2009年10月28日、テレビ朝日） - 「山本晋也の人間一滴」のコーナー出演
- 情報プレゼンター とくダネ!（2010年1月12日、フジテレビ）
- 明石家さんまの転職DE天職（2013年9月16日、日本テレビ）
- 市町村てくてく散歩（2023年5月12日、千葉テレビ放送）[注釈 4]

## 著書
- 『危機報道―その時、わたしは……』 関西書院 1995年（「おはようきんき」担当中に阪神・淡路大震災に遭遇した際のルポ）

## 同期
- 青木健一、朝妻基祐、浅見忠司、生熊雅夫、板谷直実、井上元、大滝重輿、小柳実、木村知義、金城紀昭、久保慶子（旧姓・伊藤）、黒沢典之、桑原堯、向後雅博、古賀成治、斉藤正安、榊寿之、柴田実、田沢真、田中久雄、谷口俊二、寺田道雄、中谷成子（旧姓・尾関）、二宮正博、野島正興、深草耕太郎、藤沢武、藤野寿一、二見和男、増渕路子（旧姓・佐藤）、丸山晃、三杉栄、宮川俊二、室井民雄。